# Ассабу
Ассабу (яп. 厚沢部町 Ассабу-тё:) — посёлок в Японии, находящийся в уезде Хияма округа Хияма губернаторства Хоккайдо. Площадь посёлка составляет 460,42 км², население — 4290 человек (30 июня 2014), плотность населения — 9,32 чел./км².

## Географическое положение
Посёлок расположен на острове Хоккайдо в губернаторстве Хоккайдо. С ним граничат город Хокуто и посёлки Каминокуни, Эсаси, Отобе, Якумо, Мори, Киконай.

## Население
Население посёлка составляет 4290 человек (30 июня 2014), а плотность — 9,32 чел./км². Изменение численности населения с 1980 по 2005 годы:
| 1980 | 6862 чел. |  |
| 1985 | 6330 чел. |  |
| 1990 | 5755 чел. |  |
| 1995 | 5385 чел. |  |
| 2000 | 5105 чел. |  |
| 2005 | 4775 чел. |  |

## Символика
Деревом посёлка считается Pinus thunbergii, цветком — рододендрон.